# Bouke Benenga
Bouke Benenga (Rotterdam, 27 marzo 1888 – Rotterdam, 4 gennaio 1968) è stato un nuotatore e pallanuotista olandese.
Ha partecipato ai Giochi Londra 1908, gareggiando nella gara dei 100 metri stile libero, ma risultando eliminato al primo turno, ed al torneo di pallanuoto, conquistando il quarto posto.
Era il fratello minore del nuotatore olimpico Lambertus Benenga.